# Nibelungen Straße

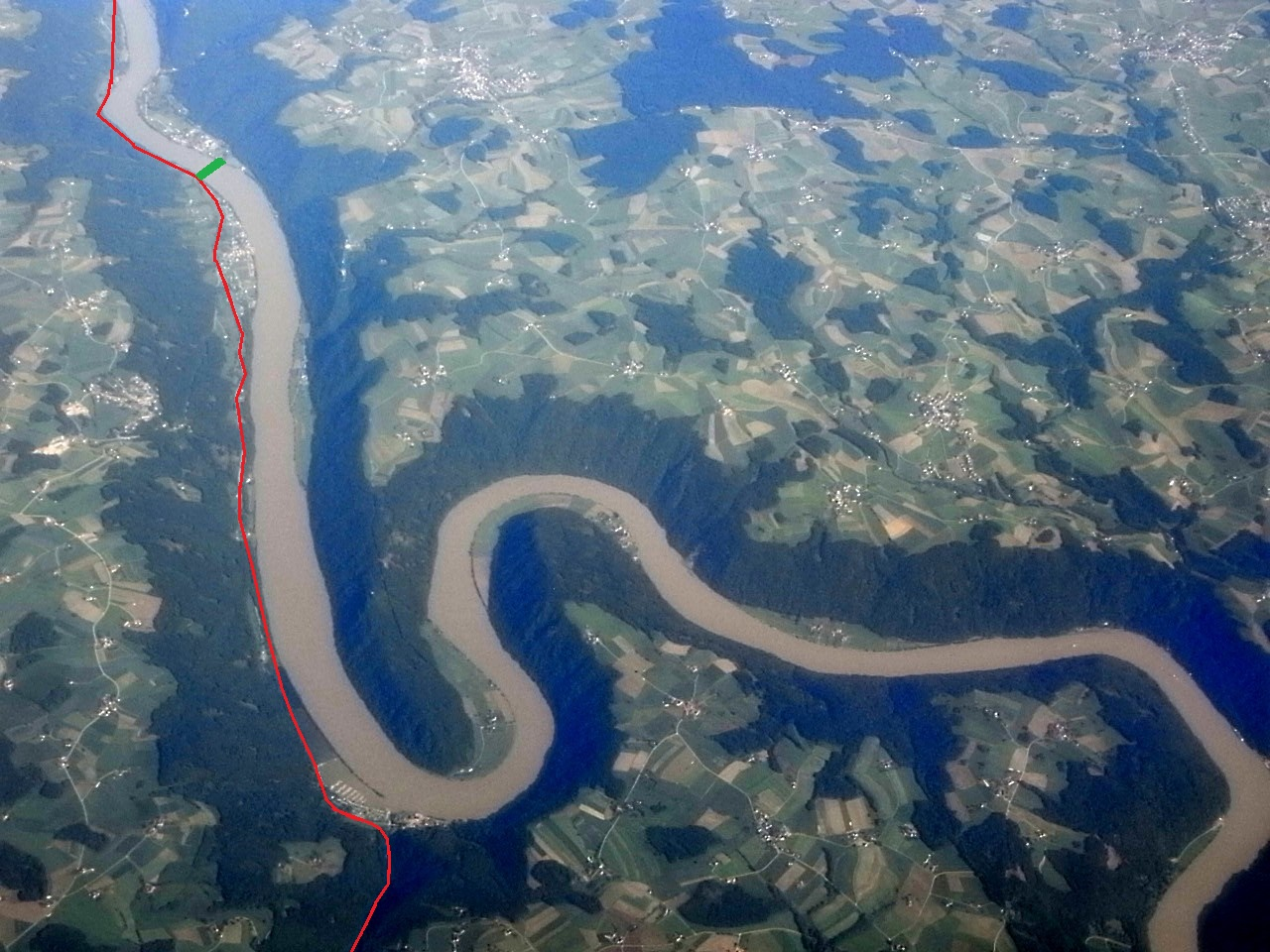
Verlauf (rot) der Nibelungen Straße B 130 an der Schlögener Schlinge, im Hintergrund die Donaubrücke Niederranna (grün markiert)

Die Nibelungen Straße B 130 ist eine Landesstraße in Österreich. Sie verläuft auf 52 km durch das enge Obere Donautal von Eferding bis zur Staatsgrenze nach Deutschland bei Passau (Grenzübergang Achleiten) und passiert dort den Grenzfelsen Kräutelstein in der Donau, der nur 30 Meter westlich der Straße liegt.
Wichtigste Anschlüsse sind die Aschacher Straße B 131 über Aschach nach Ottensheim, die Donaubrücke Niederranna ins westliche Mühlviertel, und die Sauwald Straße B 136 über den Sauwald nach Schärding.
Ihre Bedeutung für den Transitverkehr ist eher gering, da Passau und Linz über die Innkreis- und West Autobahn (E 56–E 552–E 55/60) verbunden sind. Der Verlauf ist von besonderer landschaftlicher Schönheit, sowohl im Aschachtal in der Gemeinde Stroheim (Naturschutzgebiet) als auch im ganzen Donautal (Europaschutzgebiet), und bei Schlögen passiert sie den oberen Eingang der Schlögener Schlinge – daher gilt sie als typische Ausflugsroute.

## Geschichte
Die Nibelungen Straße ist Teil der österreichischen Nibelungenstraße, die die geplante Streckenführung eines Autobahnprojektes aus den 1930er Jahren darstellt. Diese am Donauufer entlangführende Straße wird seit 1932 als Donaustraße bezeichnet. Nach dem Anschluss Österreichs wurde diese Straße im Zuge der Vereinheitlichung des Straßensystems am 1. April 1940 in eine Landstraße I. Ordnung umgewandelt und als Teil der von Passau über Hartkirchen nach Ottensheim führenden L.I.O. 16 eingeordnet.
Die Nibelungen Straße gehörte seit dem 1. Jänner 1951 zum Netz der Bundesstraßen in Österreich.

## Ausbau
Im Zuge der Umfahrung Eferding führt das am 30. November 2014 eröffnete erste Teilstück der B 129 nicht mehr in die Stadt Eferding, daher führt der Weg von der B 129 zur B 130 derzeit über die Wallerner Straße B 134.
Nach dem Bau des zweiten Teiles der Umfahrung wird die B 130 voraussichtlich ab Ende 2016 westlich von Hinzenbach beginnen.